# Roger Arnaldez
Roger Arnaldez (* 13. September 1911 in Paris; † 7. April 2006 in Paris) war ein französischer Islamwissenschaftler.

## Leben
Nach dem Studium der Philosophie und Literatur, welches er mit der Promotion beendete, war er nach erfolgreicher Agregationsprüfung zunächst Lehrer am Lycée Mont-de-Marsan (1937–1938) sowie von 1938 bis 1939 an einem französischen Lycée in Kairo, dessen stellvertretender Leiter er nach Kriegsdienst und deutscher Kriegsgefangenschaft von 1945 bis 1946  war. Von 1948 bis 1950 war er französischer Kulturattaché in Kairo. Danach war er Professor in Heliopolis (1950–1955), dann Professor für arabische Literatur in Bordeaux (1955–1957) sowie Professor für arabische Philosophie und Muslimische Zivilisation an der Fakultät für Literatur in Lyon (1957–1968) und später für Arabische Philosophie und Islamwissenschaft an der Sorbonne in Paris (1969–1978) sowie als Direktor der ERA für arabische Lexikologie. Er war außerdem Herausgeber der Werke des Philon von Alexandria. Im Jahre 1986 wurde er zum Mitglied der Académie des sciences morales et politiques und 1997 zu deren Präsidenten gewählt. Er war ebenso assoziiertes Mitglied der Königlichen Akademie der Wissenschaften und Schönen Künste von Belgien (seit 1988) und korrespondierendes Mitglied der Akademie der Arabischen Sprache in Kairo.
Arnaldez wurde von Benedikt XVI. in der aufsehenerregenden Papstrede von Regensburg zitiert.

## Werke
- À la croisée des trois monothéismes. Albin Michel, 1993.
- Averroes. A Rationalist in Islam. Notre Dame 2000, ISBN 0-268-02007-8
- Grammaire et théologie chez Ibn Hazm de Cordoue. Vrin, 1956.
- Jésus, fils de Marie, prophète de l’Islam. Desclée de Brouwer, 1980.
- Trois messages pour un seul Dieu. Albin Michel, 1983.